# دروخاهام
دروخاهام (بالفريزية الغربية: Droegeham)‏ هي بلدة صغيرة يسكنها حوالي 1,600 نسمة في هولندا بمقاطعة فرايزلاند. وهي في المنطقة الريفية ببلدية أختكارسبيلن.